# Edgar Gray
Edgar Laurence Gray (conocido como Dunc Gray; 17 de julio de 1906-30 de agosto de 1996) fue un deportista australiano que compitió en ciclismo en la modalidad de pista.
Participó en tres Juegos Olímpicos de Verano entre los años 1928 y 1936, obteniendo dos medallas, bronce en Ámsterdam 1928 y oro en Los Ángeles 1932.

## Medallero internacional
| Juegos Olímpicos | Juegos Olímpicos             | Juegos Olímpicos  | Juegos Olímpicos  |
| Año              | Lugar                        | Medalla           | Competición       |
| ---------------- | ---------------------------- | ----------------- | ----------------- |
| 1928             | Ámsterdam (Países Bajos)     | Medalla de bronce | 1 km contrarreloj |
| 1932             | Los Ángeles (Estados Unidos) | Medalla de oro    | 1 km contrarreloj |